# Adolf Bogner
Adolf Bogner, křtěný Adolf, pseudonym Valašský Ahasver (21. října 1875 Valašské Meziříčí – 3. listopadu 1947 Valašské Meziříčí), byl český dramatik, básník, ochotník a spisovatel.

## Život
Adolf Bogner se narodil ve Valašském Meziříčí jako dvanácté dítě v rodině sklářského dělníka Jana Bognera a jeho ženy Anny rodem Daudové, dcery místního skláře. Adolf vyrůstal v početné rodině majíc jedenáct sourozenců a od pěti let pracoval ve sklárnách firmy Reich se svým otcem, pracujícím na pozici sklářského dělníka. Později vychodil základní školu a už jako školák skládal hry pro tzv. bramborové divadélko a později se rovněž účastnil společenského a kulturního života tamější sklářské komunity. Sám se vyučil sklářem, pracoval ve sklárnách a přispíval krátkými fejetony a básněmi do „Novin zpod Radhoště" a dalších novin a časopisů. Již v roce 1898 vydal básnickou sbírku Dělník zpívá a po jejím vydání byl nucen opustit sklářskou práci a časem vystřídal řadu zaměstnání, včetně krátkodobého obchodního podnikání.
Později navštívil Prahu, kde se setkal s hercem Mošnou a nakrátko se stal statistou v Národním divadle a poté členem kočovné divadelní společnosti. Během první světové války pracoval v lazaretu. Po návratu na Valašsko se nadále věnoval psaní dramat, která psal již od roku 1900 pro svojí vlastní ochotnickou společnost. V Americe byly jeho hry hrány rodinám českých vystěhovalců a v St. Louis byla vydána i jeho druhá básnická sbírka Výkřik uvolněné hrudi. Za druhé světové války nacisté jeho hry zakázali.
Adolf Bogner byl dvakrát ženat, poprvé se oženil v roce 1912 s Rozinou Weingartnerovou, která záhy zemřela a podruhé se pak oženil v roce 1929 s Boženou Bednaříkovou. Z tohoto vztahu se narodila dcera Marie. Adolf Bogner zemřel 3. listopadu 1947 ve Valašském Meziříčí
Adolf Bogner patřil mezi zakladatele „Divadla Lidového domu“ ve Valašském Meziříčí, od počátku byl rovněž pověřen jeho řízením a po léta byl i jeho vedoucím, režisérem a hlavním autorem. Jakožto velmi pohotový autor, často reagoval na poptávku diváků, psal veselohry, frašky, romantické příběhy, náboženské hry, sociální dramata i agitační hry proti pokrokářství a úpadku morálky. Rovněž skvostně ovládal situační humor, hru převleků a milostných pletek. Adolf Bogner byl autorem 53 dramat, které hrály mimo jiné divadelní scény Sokola a Orla. Některé z jeho her byly přeloženy do slovenštiny, jiné zase spolu s několika spolupracovníky předváděl ve vysílání ostravského rozhlasu.

## Dílo (výběr)
- 1891 Cikánova láska – 2. díl čtyřdílného dramatu: obraz ze života cikánského o 4 jednáních. Vydáno někdy mezi lety 1901–1925. Divadelní hra.
- 1898 Dělník zpívá (1. vydání) – Vydání této sociálněkritické sbírky patrně způsobilo odchod autora z práce ve valašskomeziříčských sklárnách. Poezie.
- 1901 Cikánova vděčnost – 3. díl čtyřdílného dramatu: obraz ze života cikánského o 4 jednáních. Vydáno někdy mezi lety 1901–1925. Divadelní hra.
  - Cikánův slib – 1. díl čtyřdílného dramatu: obraz ze života cikánského o 4 jednáních. Vydáno někdy mezi lety 1901–1925. Divadelní hra.
- 1909 Pod perutí orla – Veselohra ve čtyřech jednáních. Divadelní hra.
- 1910 Teta mistra Štycha – Fraška o čtyřech jednáních. Divadelní hra.
- 1911 Michal comp. Matěj – Divadelní hra.
  - Slib u jeslí (1. vydání) – Vánoční lidová hra o 3 jednáních s předehrou. Divadelní hra.
- 1912 Neštěstím ku blahu – Obraz ze života o čtyřech jednáních. Divadelní hra.
- 1920 Cikánčina pomsta - Drama o pěti jednáních. Divadelní hra.
  - Jidáš neb Odplata za zradu (1. vydání) – Drama ze světové války o 4 jednáních s dohrou. Divadelní hra.
- 1921 Pytlák Martin – Drama z valašských hor o čtyřech jednáních. Divadelní hra.
- 1925 Magdalena – Vesnický obraz ze skutečného života z dnešní doby o čtyřech jednáních. Divadelní hra.
  - Halleyova kometa – Veselohra o čtyřech jednáních. Divadelní hra.
- 1943 Obrázky z rodného kraja – Podtitul „Sédum špásovitých povjédaček z valaského života“ ve valaském nářečú (soubor povídek z Valašska). Povídky.
  - Z valaských kútú – Povídky ve valašském nářečí s podtitulem „Špásovité povjédačky z valaského života“ Povídky.